# Kabinet-Biesheuvel II
Het kabinet-Biesheuvel II was het Nederlandse kabinet van 9 augustus 1972 tot 11 mei 1973. Het kabinet werd gevormd door de politieke partijen Katholieke Volkspartij (KVP), Volkspartij voor Vrijheid en Democratie (VVD), Anti-Revolutionaire Partij (ARP) en de Christelijk-Historische Unie (CHU) na de val van het kabinet-Biesheuvel I op 19 juli 1972. Het kabinet-Biesheuvel II was een rompkabinet dat als belangrijkste taak had om de voorbereidingen van de vervroegde verkiezingen te organiseren. Het kabinet-Biesheuvel II was het laatste Nederlandse kabinet tot het kabinet-Schoof waarbij de grootste partij in de coalitie niet de minister-president leverde.

## Verloop
Na de breuk in het kabinet-Biesheuvel I benoemt koningin Juliana op 22 juli 1972 minister-president Barend Biesheuvel tot formateur. Hij stuurt aanvankelijk aan op voortzetting van zijn kabinet zonder DS'70. Omdat er een financiële meevaller blijkt te zijn van 70 miljoen wordt herstel van de breuk mogelijk geacht. Op 28 juli 1972 schakelt de formateur voormalig minister van Justitie Ynso Scholten in om hem te adviseren over herstel van de breuk. Vanwege de weigering om het loon- en prijsbeleid te veranderen, laat DS'70 echter op 3 augustus 1972 weten niet voor herstel van de coalitie te voelen.
Op 9 augustus 1972 komen de demissionaire bewindslieden daarop terug op hun verzoek tot ontslag. Het kabinet-Biesheuvel regeert verder zonder DS'70 als kabinet-Biesheuvel (informeel is sprake van Biesheuvel II, omdat de grondslag van het kabinet na 21 juli 1972 was gewijzigd). Het kabinet-Biesheuvel II beschouwt zichzelf hoewel het een minderheidskabinet is vanaf 9 augustus 1972 als een volwaardig kabinet. Het kabinet wordt op de dag van de verkiezingen, 29 november 1972 demissionair. Door de lange duur van de formatie in 1972-1973 neemt het kabinet verdergaande beslissingen dan gebruikelijk is voor een demissionair kabinet.

### Personele wijzigingen
Op 16 september 1972 treedt staatssecretaris van Defensie Adri van Es (ARP) af door een meningsverschil met minister van Defensie Hans de Koster (VVD) over de wijze waarop het ministerie moet worden gereorganiseerd. Staatssecretaris Adri van Es wil dat er afzonderlijke onderdelen blijven voor land- en luchtmacht en de marine terwijl minister Hans de Koster een allesomvattende organisatie wil.
Op 1 januari 1973 treedt minister van Landbouw en Visserij Pierre Lardinois (KVP) af, nadat hij was benoemd tot eurocommissaris. Minister van Sociale Zaken Jaap Boersma (ARP) neemt de functie waar tot het aantreden van het nieuwe kabinet op 11 mei 1973.
Op grond van de Grondwettelijke bepalingen moeten verschillende staatssecretarissen kiezen tussen het het afmaken van hun termijn in het kabinet of het Tweede Kamerlidmaatschap. Om die reden treden in maart de staatssecretarissen van Buitenlandse Zaken Tjerk Westerterp (KVP), Financiën Willem Scholten (CHU) en Fons van der Stee (KVP), Verkeer en Waterstaat Roelof Kruisinga (CHU) af, gevolgd in april door de staatssecretarissen van Sociale Zaken Koos Rietkerk (VVD) en Cultuur, Recreatie en Maatschappelijk Werk Henk Vonhoff (VVD).

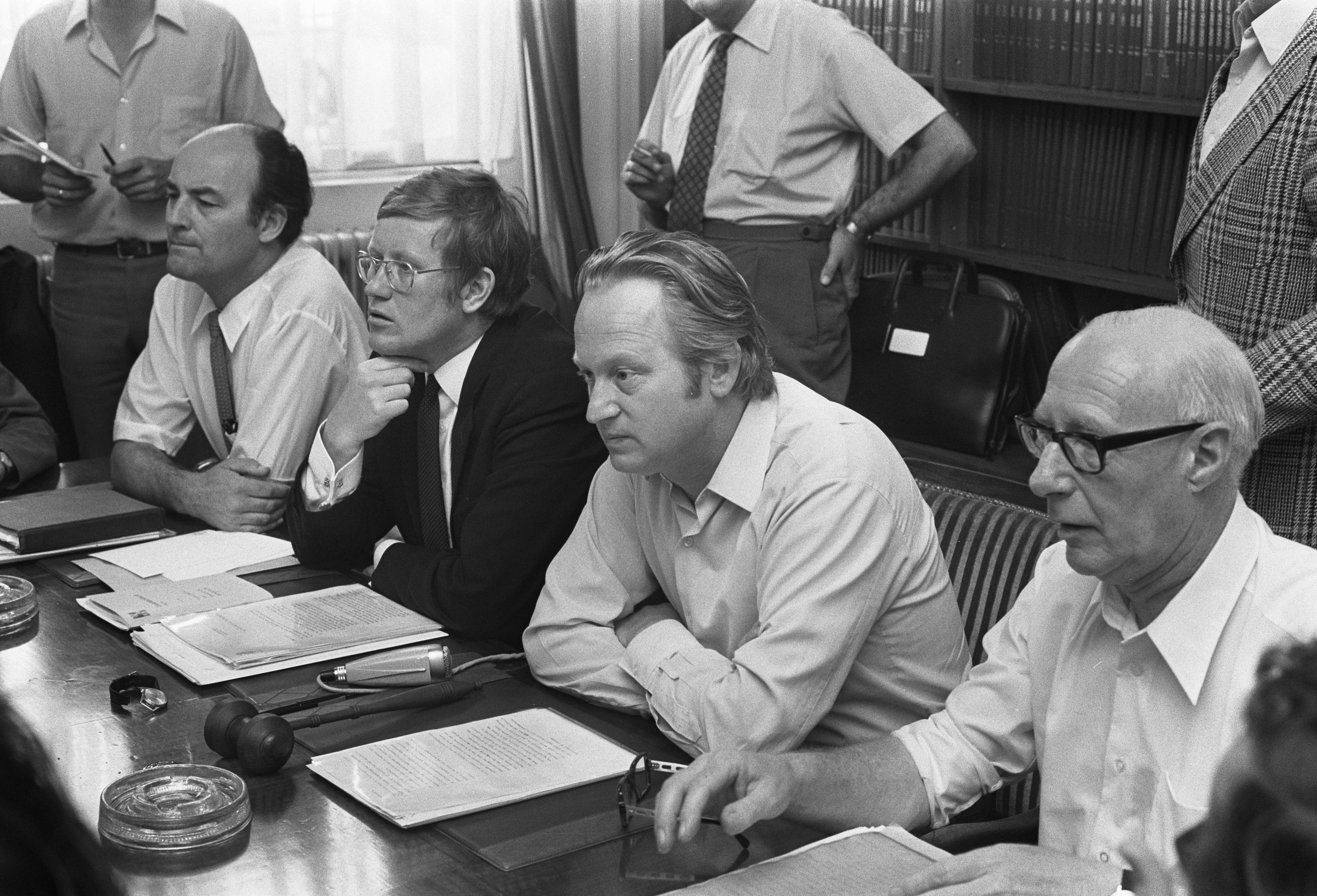
V.l.n.r. Tweede Kamer-fractievoorzitters Willem Aantjes (ARP), Hans Wiegel (VVD), Frans Andriessen (KVP) en Arnold Tilanus (CHU) tijdens een persconferentie na de val van het kabinet-Biesheuvel I op 21 juli 1972.

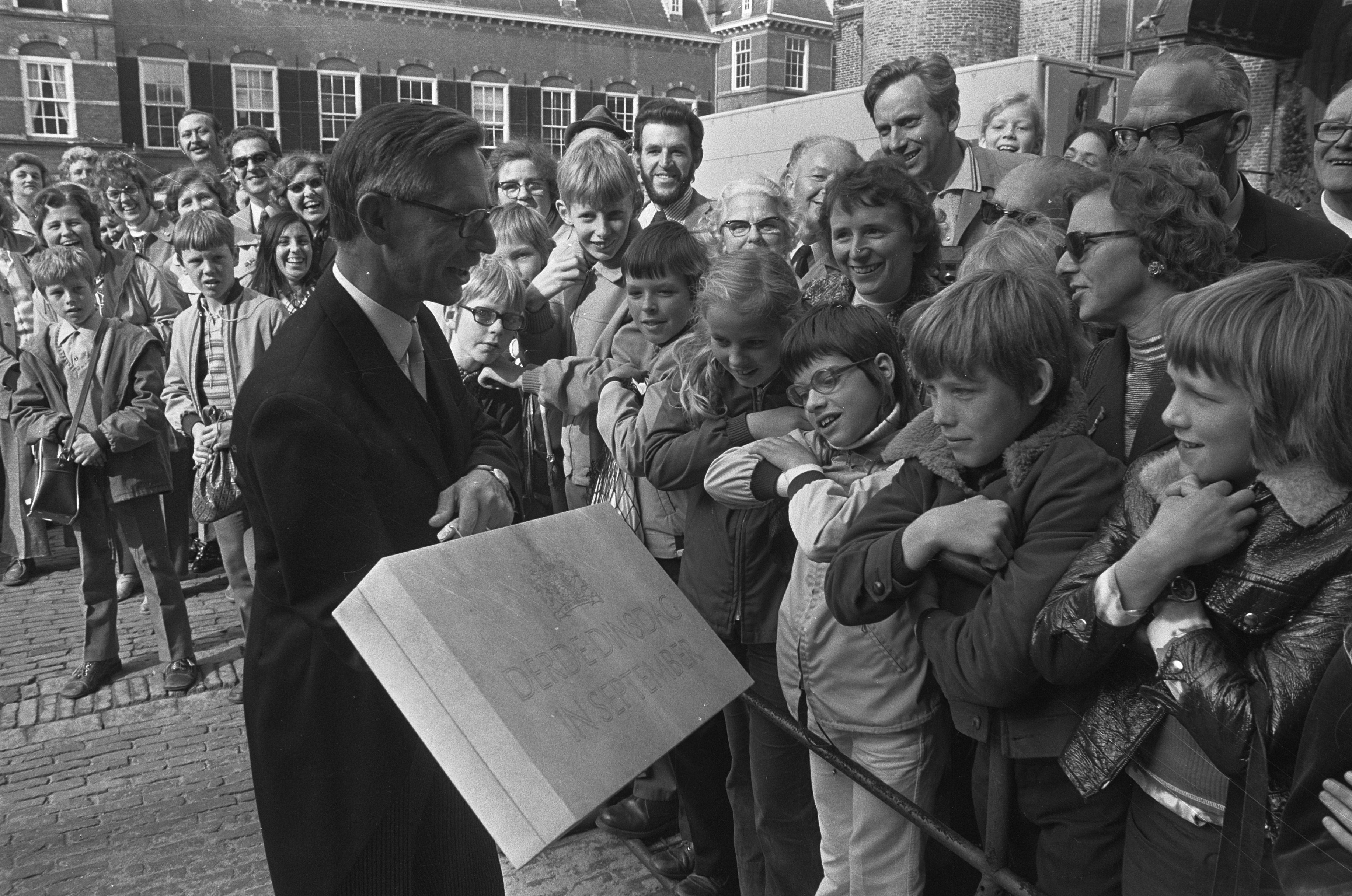
Vicepremier en minister van Financiën Roelof Nelissen en het koffertje met de miljoenennota op het Binnenhof op 19 september 1972.

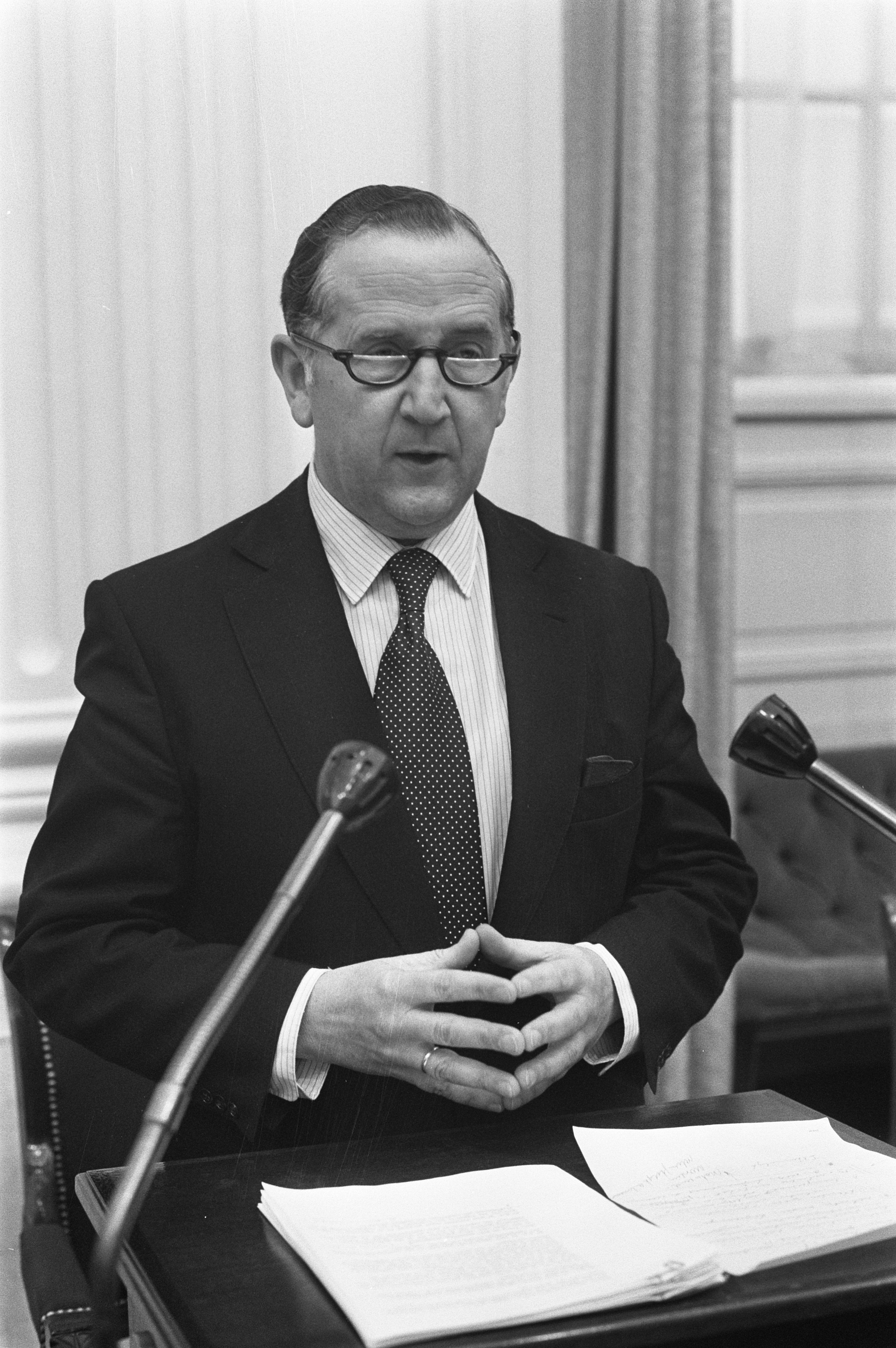
Minister van Onderwijs en Wetenschappen Chris van Veen tijdens een debat over schoolgeldverhoging in de Tweede Kamer op 18 oktober 1972.

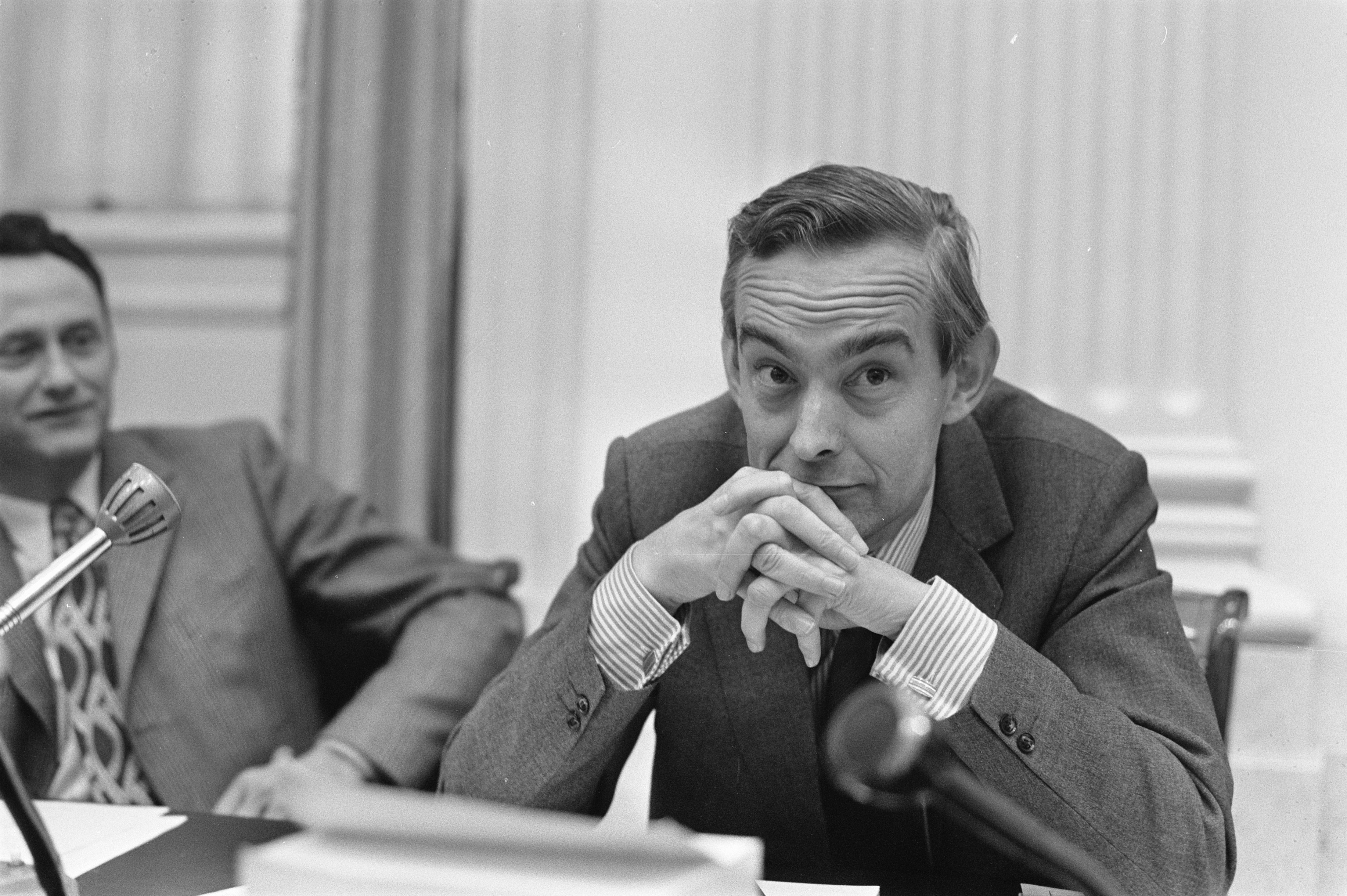
Minister van Sociale Zaken Jaap Boersma en minister van Economische Zaken Harrie Langman tijdens een debat in de Tweede Kamer op 23 november 1972.

## Ambtsbekleders
| Ambtsbekleders                               | Ambtsbekleders                 | Ambtsbekleders                                 | Minister / Ministerie                                                           | Minister / Ministerie | Termijn                              | Partij |
| -------------------------------------------- | ------------------------------ | ---------------------------------------------- | ------------------------------------------------------------------------------- | --- | ------------------------------------ | ------ |
|                                              | B.W. (Barend) Biesheuvel       | mr. B.W. (Barend) Biesheuvel (1920–2001)       | Minister-president / Minister                                                   | Algemene Zaken | 6 juli 1971 – 11 mei 1973            | ARP    |
|                                              | R.J. (Roelof) Nelissen         | mr. R.J. (Roelof) Nelissen (1931–2019)         | Vicepremier / Minister                                                          | Financiën | 6 juli 1971 – 11 mei 1973            | KVP    |
|                                              | W.J. (Molly) Geertsema         | mr. W.J. (Molly) Geertsema (1918–1991)         | Vicepremier / Minister                                                          | Binnenlandse Zaken | 6 juli 1971 – 11 mei 1973            | VVD    |
|                                              | W.K.N. (Norbert) Schmelzer     | drs. W.K.N. (Norbert) Schmelzer (1921–2008)    | Minister                                                                        | Buitenlandse Zaken | 6 juli 1971 – 11 mei 1973            | KVP    |
|                                              | A.A.M. (Dries) van Agt         | mr. A.A.M. (Dries) van Agt (1931–2024)         | Minister                                                                        | Justitie | 6 juli 1971 – 8 september 1977       | KVP    |
|                                              | H. (Harrie) Langman            | mr.drs. H. (Harrie) Langman (1931–2016)        | Minister                                                                        | Economische Zaken | 6 juli 1971 – 11 mei 1973            | VVD    |
|                                              | H.J. (Hans) de Koster          | H.J. (Hans) de Koster (1914–1992)              | Minister                                                                        | Defensie | 6 juli 1971 – 11 mei 1973            | VVD    |
|                                              | L.B.J. (Louis) Stuyt           | dr. L.B.J. (Louis) Stuyt (1914–2000)           | Minister                                                                        | Volksgezondheid en Milieuhygiëne | 6 juli 1971 – 11 mei 1973            | KVP    |
|                                              | J. (Jaap) Boersma              | drs. J. (Jaap) Boersma (1929–2012)             | Minister                                                                        | Sociale Zaken | 6 juli 1971 – 19 december 1977       | ARP    |
| Minister                                     | J. (Jaap) Boersma              | drs. J. (Jaap) Boersma (1929–2012)             | Landbouw en Visserij                                                            | 1 januari 1973 – 11 mei 1973 |                                      | ARP    |
|                                              | Ch. (Chris) van Vee            | mr. Ch. (Chris) van Veen (1922–2009)           | Minister                                                                        | Onderwijs en Wetenschappen | 6 juli 1971 – 11 mei 1973            | CHU    |
| Minister                                     | Ch. (Chris) van Vee            | mr. Ch. (Chris) van Veen (1922–2009)           | • Wetenschaps- beleid • Wetenschappelijk Onderwijs (Onderwijs en Wetenschappen) | 21 juli 1972 – 11 mei 1973 |                                      | CHU    |
|                                              | B.J. (Bé) Udink                | drs. B.J. (Bé) Udink (1926–2016)               | Minister                                                                        | 21 juli 1972 – 11 mei 1973 | Verkeer en Waterstaat                | CHU    |
| Minister                                     | B.J. (Bé) Udink                | drs. B.J. (Bé) Udink (1926–2016)               | Volkshuisvesting en Ruimtelijke Ordening                                        | 6 juli 1971 – 11 mei 1973 |                                      | CHU    |
|                                              | P.J. (Pierre) Lardinois        | ir. P.J. (Pierre) Lardinois (1924–1987)        | Minister                                                                        | Landbouw en Visserij | 5 april 1967 – 1 januari 1973        | KVP    |
|                                              | P.J. (Piet) Engels             | P.J. (Piet) Engels (1923–1994)                 | Minister                                                                        | Cultuur, Recreatie en Maatschappelijk Werk | 6 juli 1971 – 11 mei 1973            | KVP    |
| Ambtsbekleders                               | Ambtsbekleders                 | Ambtsbekleders                                 | Minister / Portefeuille / Ministerie                                            | Minister / Portefeuille / Ministerie | Termijn                              | Partij |
|                                              | P.J. (Pierre) Lardinois        | ir. P.J. (Pierre) Lardinois (1924–1987)        | Minister                                                                        | Surinaamse en Nederlands- Antilliaanse Zaken (Binnenlandse Zaken) | 28 januari 1972 – 1 januari 1973     | KVP    |
|                                              | W.J. (Molly) Geertsema         | mr. W.J. (Molly) Geertsema (1918–1991)         | Minister                                                                        | Surinaamse en Nederlands- Antilliaanse Zaken (Binnenlandse Zaken) | 1 januari 1973 – 11 mei 1973         | VVD    |
|                                              | C. (Kees) Boertien             | mr.dr. C. (Kees) Boertien (1927–2002)          | Minister                                                                        | • Ontwikkelings- samenwerking (Buitenlandse Zaken) | 6 juli 1971 – 11 mei 1973            | ARP    |
| Ambtsbekleders                               | Ambtsbekleders                 | Ambtsbekleders                                 | Staatssecretaris / Portefeuille / Ministerie                                    | Staatssecretaris / Portefeuille / Ministerie | Termijn                              | Partij |
|                                              | Th.E. (Tjerk) Westerterp       | drs. Th.E. (Tjerk) Westerterp (1930–2023)      | Staatssecretaris                                                                | • Europese Zaken (Buitenlandse Zaken) | 17 augustus 1971 – 7 maart 1973      | KVP    |
|                                              | W. (Willem) Scholten           | mr. W. (Willem) Scholten (1927–2005)           | Staatssecretaris                                                                | • Fiscale Zaken • Belastingdienst (Financiën) | 14 juli 1971 – 19 maart 1973         | CHU    |
|                                              | A.P.J.M.M. (Fons) van der Stee | mr. A.P.J.M.M. (Fons) van der Stee (1928–1999) | Staatssecretaris                                                                | • Financiën Lagere Overheden (Financiën) | 14 juli 1971 – 12 maart 1973         | KVP    |
|                                              | J.H. (Hans) Grosheide          | mr. J.H. (Hans) Grosheide (1930-2022)          | Staatssecretaris                                                                | • Integratie • Immigratie • Asielzaken • Vreemdelingen- zaken • Jeugd- bescherming • Gevangeniswezen • Rehabilitatie (Justitie)                                                                                              | 28 juli 1971 – 11 mei 1973           | ARP    |
|                                              | J.J.M. (Jan) Oostenbrink       | drs. J.J.M. (Jan) Oostenbrink (1936)           | Staatssecretaris                                                                | • Midden- en Kleinbedrijf • Toerisme (Economische Zaken) | 17 juli 1971 – 11 mei 1973           | KVP    |
|                                              | A. (Adri) van Es               | A. (Adri) van Es (1913–1994)                   | Staatssecretaris                                                                | • Materieel- voorzieningen • Personeels- beleid (Defensie) | 14 augustus 1963 – 16 september 1972 | ARP    |
|                                              | J.G. (Koos) Rietkerk           | mr. J.G. (Koos) Rietkerk (1927–1986)           | Staatssecretaris                                                                | • Sociale Zekerheid • Arbeids- omstandigheden (Sociale Zaken) | 28 juli 1971 – 23 april 1973         | VVD    |
|                                              | C.E. (Kees) Schelfhout         | mr.drs. C.E. (Kees) Schelfhout (1918–1983)     | Staatssecretaris                                                                | • Kleuterscholen • Basisonderwijs • Buitengewoon Onderwijs (Onderwijs en Wetenschappen) | 28 juli 1971 – 11 mei 1973           | KVP    |
|                                              | R.J.H. (Roelof) Kruisinga      | dr. R.J.H. (Roelof) Kruisinga (1922–2012)      | Staatssecretaris                                                                | • Wegverkeer • Openbaar Vervoer • Spoorwegen • Scheepvaart • PTT (Verkeer en Waterstaat) | 28 juli 1971 – 20 maart 1973         | CHU    |
|                                              |                                | drs. K.W. (Werner) Buck (1925–2010)            | Staatssecretaris                                                                | • Stadsvernieuwing (Volkshuisvesting en Ruimtelijke Ordening) | 17 augustus 1971 – 11 mei 1973       | KVP    |
|                                              | H.J.L. (Henk) Vonhoff          | H.J.L. (Henk) Vonhoff (1931–2010)              | Staatssecretaris                                                                | • Bijstand • Maatschappelijke Dienstverlening • Pensioenen • Armoedebeleid • Volksontwikkeling • Jeugdbeleid • Cultuurbeleid • Kunstbeleid • Mediabeleid • Sport • Natuurbehoud (Cultuur, Recreatie en Maatschappelijk Werk) | 28 juli 1971 – 23 april 1973         | VVD    |
| Bron: Kabinet-Biesheuvel II Rijksoverheid.nl |                                |                                                |                                                                                 | |                                      |        |

## Kabinetsformatie
- Ontslagaanvrage vorig kabinet kabinet-Biesheuvel I: 19 juli 1972
- Ontslagaanvrage ingetrokken (behalve door de DS'70 bewindslieden): 9 augustus 1972
- Beëdiging kabinet: 9 augustus 1972
- Duur formatie: 22 dagen
- Formateur
  - Barend Biesheuvel (ARP), (22 juli 1972 – 9 augustus 1972) 19 dagen
- Adviseur
  - Ynso Scholten (CHU), (28 juli 1972 – 4 augustus 1972) 8 dagen